# 阿提拉·沙沃爾特
阿提拉·沙沃爾特（Attila Sávolt，1976年2月5日—）是一位匈牙利職業網球運動員，1995年轉職業，2000年參加悉尼奧運，在第一輪不敵泰國選手帕拉东·斯里查潘，2006年宣布退役。

## 外部連結
- 阿提拉·沙沃爾特（英文/西班牙文）的官方資料
- 阿提拉·沙沃爾特的國際網球總會 職業／青少年 官方資料（英文）
- 阿提拉·沙沃爾特的官方資料（英文）